# Дерево Тремо
Де́рево Тремо́ неорієнтованого графа G — це кістякове дерево графа G з виділеним коренем зі властивістю, що будь-які дві суміжні вершини в графі G пов'язані відношенням предок/нащадок. Всі дерева пошуку в глибину і всі гамільтонові шляхи є деревами Тремо. Дерева Тремо названо на честь Чарльза П'єра Тремо, французького автора XIX століття, який використовував варіант пошуку в глибину як стратегію виходу з лабіринта. Дерева Тремо також називають норма́льними кістяко́вими дере́вами, особливо в контексті нескінченних графів.
У скінченних графах, хоча пошук у глибину сам по собі спочатку послідовний, дерева Тремо можна побудувати рандомізованим паралельним алгоритмом із класом складності RNC. Дерева Тремо можна використовувати для визначення деревної глибини графа і як частину критерію планарності для перевірки, чи є граф планарним. Опис дерев Тремо одномісною логікою графів другого порядку дозволяє ефективно розпізнати властивості графа, залежні від орієнтації, для графів з обмеженою деревною шириною за використання теореми Курселя.
Не кожен нескінченний граф має дерево Тремо і графи, які такого дерева не мають, можна описати забороненими мінорами. Дерево Тремо існує в будь-якому графі зі зліченним числом вершин, навіть якщо варіант нескінченного пошуку в глибину не може успішно перевірити всіх вершин графа. У нескінченному графі дерево Тремо повинне мати рівно один нескінченний шлях для кожного кінця графа і існування дерева Тремо характеризує графи, топологічні поповнення яких, утворені доданням нескінченно віддаленої точки для кожного променя, є метричними просторами.

## Приклад
У графі, показаному нижче, дерево з ребрами 1-3, 2-3 і 3-4 є деревом Тремо, якщо його коренем призначити вершину 1 або вершину 2 — будь-яке ребро графа належить дереву, за винятком ребра 1-2, яке (при виборі зазначеного кореня) з'єднує пару предок-нащадок.
Однак, якщо вибрати за корінь для того ж дерева вершину 3 або вершину 4, отримаємо кореневе дерево, яке не є деревом Тремо, оскільки з цими коренями вершини 1 і 2 вже не будуть предком/нащадком.

## У скінченних графах

### Існування
Будь-який скінченний зв'язний неорієнтований граф має щонайменше одне дерево Тремо. Можна побудувати таке дерево за допомогою пошуку в глибину і з'єднання кожної вершини (відмінної від початкової вершини пошуку) з ранішою вершиною, з якої отримано доступ до поточної вершини. Дерево, побудоване так, відоме як дерево пошуку в глибину. Якщо uv є довільним ребром у графі і u є ранішою з двох вершин, досягнутих під час пошуку, тоді v повинна належати піддереву нащадків u в дереві пошуку в глибину, оскільки пошук обов'язково виявить вершину v, переглядаючи це дерево або з однієї з вершин піддерева, або безпосередньо з вершини u. Будь-яке скінченне дерево Тремо можна утворити як дерево пошуку в глибину — якщо T є деревом Тремо скінченного графа і пошук у глибину досліджує нащадків T кожної вершини перед розглядом будь-якої іншої вершини, це обов'язково генерує T як дерево пошуку в глибину графа.

### Паралельна побудова
Задача пошуку дерева Тремо є P-повною, якщо шукати за допомогою послідовного алгоритму пошуку в глибину, в якому сусіди кожної вершини переглядаються в порядку їх номерів. Проте, можна знайти інше дерево Тремо, скориставшись рандомізованим паралельним алгоритмом, що показує належність побудови дерев Тремо до класу складності RNC. Залишається невідомим, чи можна побудувати дерево Тремо детермінованим паралельним алгоритмом, що належить до класу NC.

### Логічний вираз
Можна виразити властивість, що множина T ребер з вибраною кореневою вершиною r утворює дерево Тремо, в одномісній логіці графів другого порядку, і такий вираз називають MSO2. Цю властивість можна виразити як поєднання таких властивостей:
- Граф пов'язаний ребрами з T. Це можна виразити логічно як твердження, що для будь-якої непорожньої власної підмножини вершин графа існує ребро в T, що має рівно одну кінцеву точку в цій підмножині.
- T ациклічна. Це можна виразити логічно як твердження, що не існує непорожньої підмножини C множини T, для якої кожна вершина має або нуль, або два ребра з C.
- Будь-яке ребро e, що не належить T, з'єднує пару предок/нащадок вершин у T. Це істинне, коли обидва кінці ребра e належать шляху в T. Це можна висловити логічно як твердження, що для всіх ребер e існує підмножина P множини T, така, що рівно дві вершини, одна з яких r, інцидентні одному ребру в P, і обидва кінці дуги e інцидентні принаймні одному ребру в P.

Як тільки дерево Тремо ідентифіковано таким способом, можна описати орієнтацію даного графа в одномісній логіці другого порядку, вказавши множини ребер, які орієнтовані від предка до нащадка. Ребра, що не належать цій множині, мають бути орієнтовані в зворотному напрямку. Ця техніка дозволяє описати властивості графа, що використовують орієнтацію, в одномісній логіці другого порядку, що дозволяє перевірити ці властивості ефективно на графах із обмеженою деревною шириною за допомогою теореми Курселя.

### Пов'язані властивості
Якщо граф має гамільтонів шлях, то цей шлях (з коренем як одним з його кінців) є також деревом Тремо. Множина неорієнтованих графів, для яких будь-яке дерево Тремо має такий вигляд, складається з циклів, повних графів і збалансованих повних двочастинних графів.
Дерева Тремо тісно пов'язані з концепцією деревної глибини. Деревну глибину графа G можна визначити як найменше число d, таке, що G можна вкласти у вигляді підграфа графа H, який має дерево Тремо T глибини d. Обмежена глибина дерева в сімействі графів еквівалентна існуванню шляху, який не може з'явитися як мінор графа в сімействі. Багато складних обчислювальних задач на графах мають фіксовано-параметрично розв'язні алгоритми, якщо параметризувати деревною глибиною.
Дерева Тремо відіграють також ключову роль у критерії планарності Де Фрейсекса — Розенштіля для перевірки, чи є граф планарним. За цим критерієм граф G планарний, якщо для будь-якого дерева Тремо T графа G решту ребер можна розташувати ліворуч і праворуч від дерева, що запобігає перетину ребер (з цієї причини іноді застосовують назву «ЛП алгоритм» з абревіатурою Лівий/Правий).

## У нескінченних графах

### Існування
Не будь-який нескінченний граф має нормальне кістякове дерево. Наприклад, повний граф на незліченній множині вершин не має нормального кістякового дерева — таке дерево в повному графі може бути тільки шляхом, але шлях має лише зліченне число вершин. Однак будь-який граф на зліченній множині вершин має нормальне кістякове дерево.
Навіть у зліченних графах пошук у глибину може виявитися неуспішним при перегляді всього графа, і не будь-яке нормальне кістякове дерево можна утворити пошуком у глибину — щоб бути деревом пошуку в глибину, зліченне нормальне кістякове дерево повинне мати тільки один нескінченний шлях або один вузол з нескінченним числом сусідів (але не обидва випадки одночасно).

### Мінор
Якщо нескінченний граф G має нормальне кістякове дерево, то його має і будь-який зв'язний мінор графа G. Звідси випливає, що графи, які мають нормальні кістякові дерева, можна описати забороненими мінорами. Один із двох класів заборонених мінорів складається з двочастинних графів, у яких одна частина зліченна, а інша — незліченна, і будь-яка вершина має нескінченний степінь. Інший клас заборонених мінорів складається з певних графів, отриманих із дерев Ароншайна.
Деталі цього опису залежать від вибору аксіоматики теорії множин, використовуваноїув формалізації математики. Зокрема, в моделях теорії множин, у яких істинна аксіома Мартіна, а континуум-гіпотеза хибна, клас двочастинних графів можна замінити одним забороненим мінором. Однак для моделей, у яких континуум-гіпотеза істинна, цей клас містить графи, які непорівнянні в упорядкуванні мінорів.

### Промені і метризованість
Нормальні кістякові дерева тісно пов'язані з кінцями нескінченного графа, класами еквівалентності нескінченних шляхів, які йдуть в одному напрямку. Якщо граф має нормальне кістякове дерево, це дерево повинне мати рівно один нескінченний шлях для кожного променя графа.
Нескінченний граф можна використати для утворення топологічного простору, якщо розглядати граф сам по собі як симпліційний комплекс і додати нескінченно віддалену точку для кожного променя графа. З такою топологією граф має нормальне кістякове дерево тоді й лише тоді, коли його множину вершин можна розбити на зліченне об'єднання замкнутих множин. Крім того, цей топологічний простір можна подати метричним простором тоді й лиш тоді, коли граф має нормальне кістякове дерево.